# Instituto de Tecnología de Illinois
El Instituto de Tecnología de Illinois (en inglés: Illinois Institute of Technology, IIT), conocido como Illinois Tech, es una universidad privada ubicada en la zona sur de Chicago.
Imparte programas de ingeniería, ciencias, psicología, arquitectura, administración diseño y derecho, tanto de pregrado como de postgrado, hasta el doctorado. Fue fundado en 1940 como una rama del Instituto Armour, fundado en 1893. El número de estudiantes es de alrededor de 7000. 
El arquitecto Ludwig Mies van der Rohe diseñó los edificios del campus principal. En 1976, el Instituto Americano de Arquitectos reconoció el campus como uno de los 200 trabajos de arquitectura más significativos de Estados Unidos.

## Historia
Fue fundado con una donación de un millón de dólares de Mr. Armour con la idea de servir como vehículo de educación para la población de escasos recursos económicos de la zona sur de Chicago. La donación fue realizada al apreciado educador y clérigo Frank W. Gunsaulus, quien pretendía reformar el sistema educativo con sus propias ideas.

## Galería fotográfica

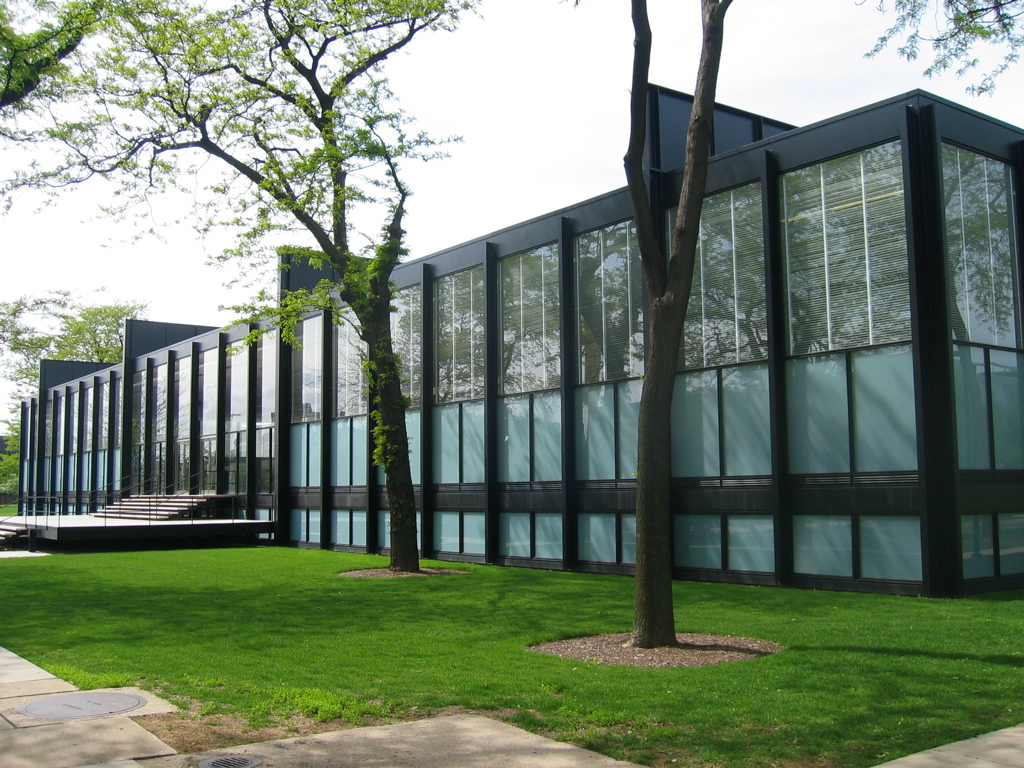
Instituto de Tecnología de Illinois.
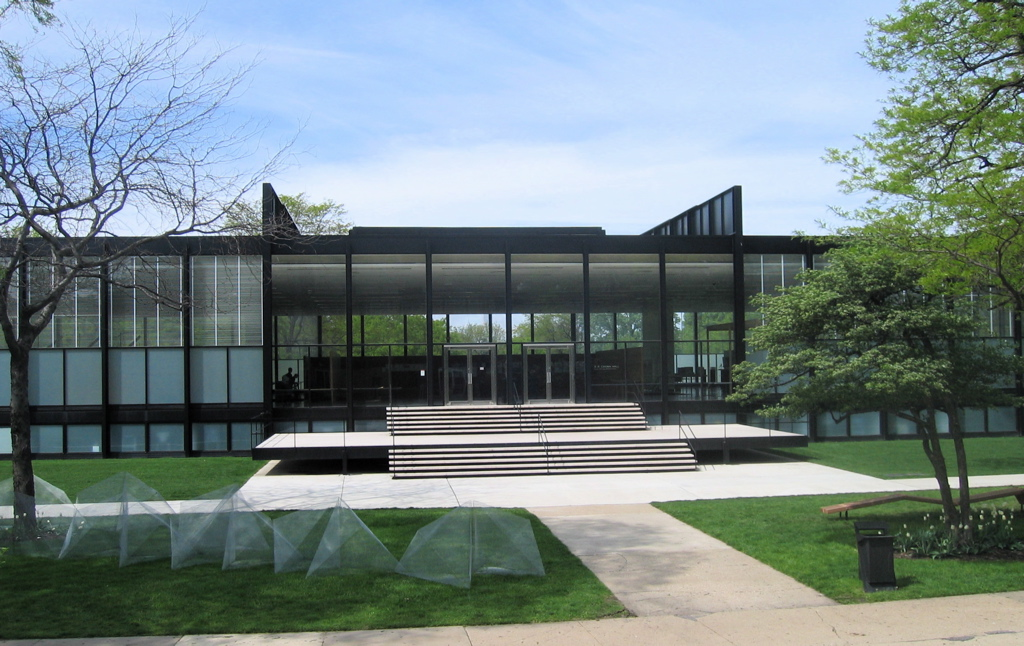
Instituto de Tecnología de Illinois.
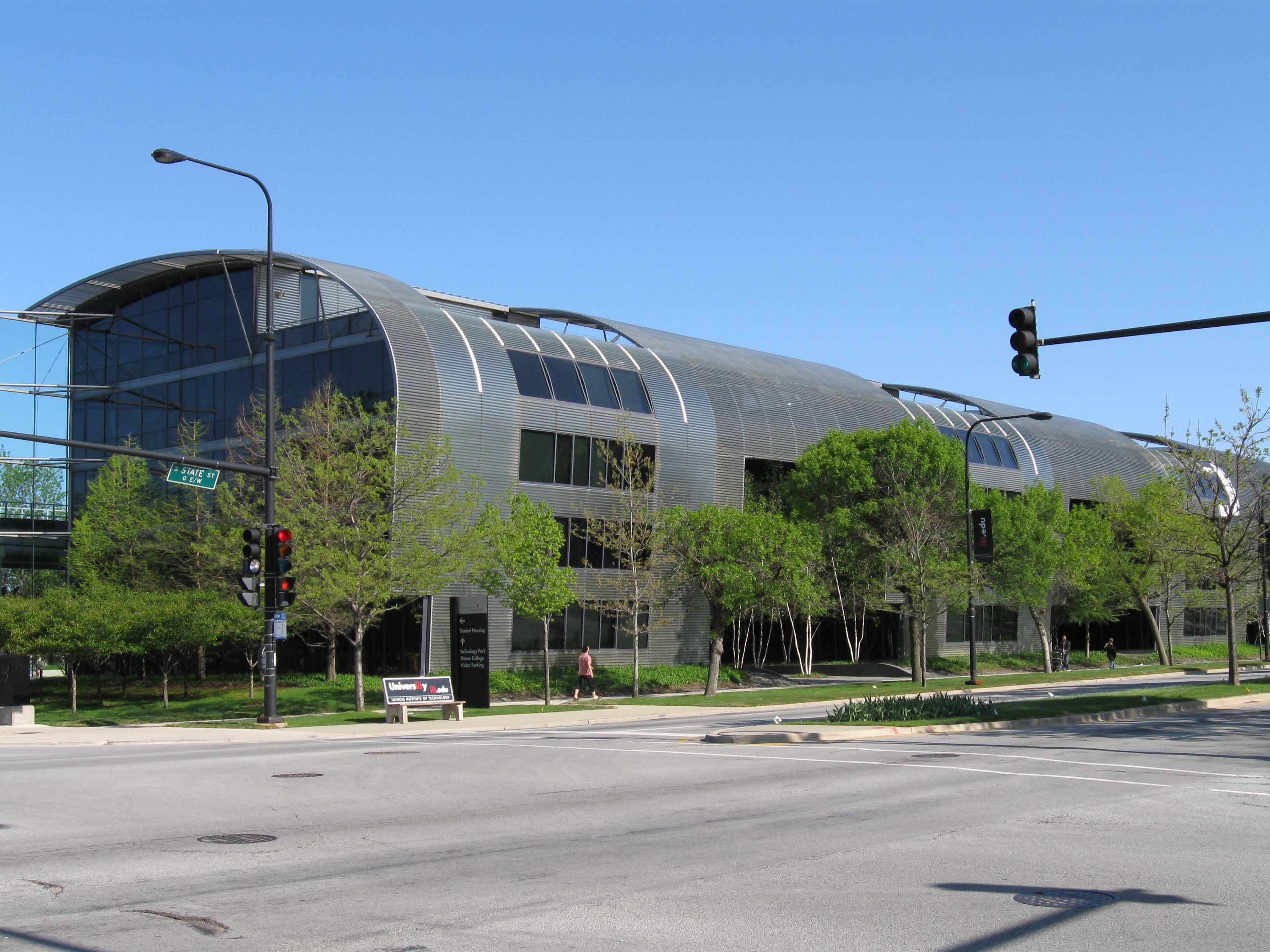
State Street Village, residencia de estudiantes diseñada por Helmut Jahn.